# Karmelitinnenkloster Châtillon-sur-Seine

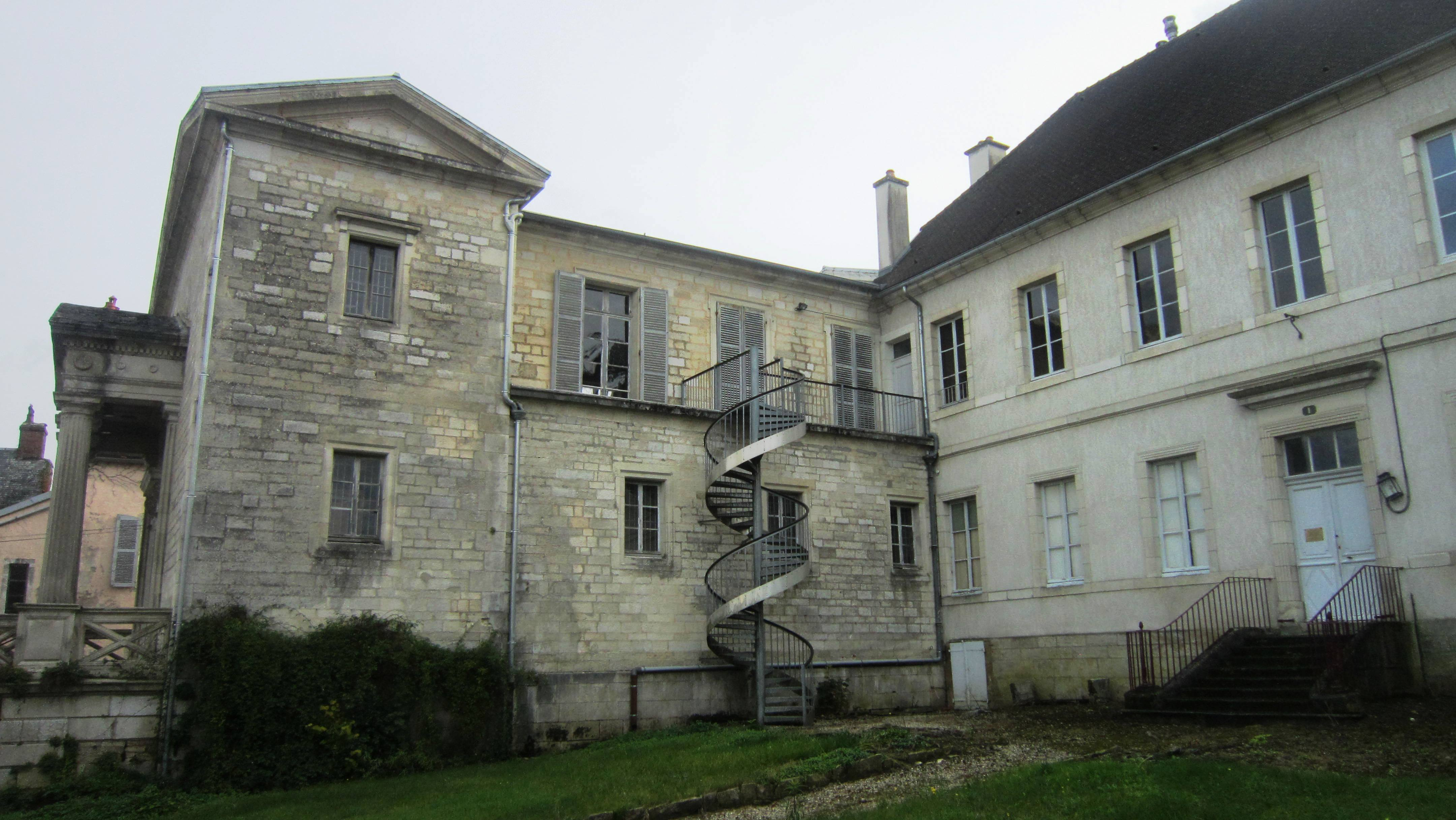
Ehemaliges Karmelitinnenkloster in Châtillon-sur-Seine

Das Karmelitinnenkloster Châtillon-sur-Seine ist ein ehemaliges Kloster der Karmelitinnen aus dem 17. und 18. Jahrhundert in der französischen Stadt Châtillon-sur-Seine. Das Bauwerk steht seit 1996 als Monument historique unter Denkmalschutz.

## Geschichte
Nach Zustimmung der Kommunalverwaltung wurde das Karmelitinnenkloster 1622 mit Spenden von Marie Duneau gegründet, der Witwe von Pierre Chazot, ordentlicher Meister der Rechnungskammer von Dijon. Zu den ersten Gebäuden, die sich um drei Höfe verteilten, gehörten eine Kapelle und ein Wohngebäude mit Wendeltreppe. Von 1625 bis 1661 wurde das Klostergut durch sukzessive Zukäufe erweitert. Am Ende des Hofes, parallel zur Rue du Bourg-à-Mont, wurden nach 1633 ein Wohngebäude mit einer Galerie und zwei kleinere Gebäude im rechten Winkel errichtet.
Aufgrund des Verfalls der Kapelle wurde 1706 der Bau einer Kirche beschlossen, 1708 entstand zuerst der Vorhof (unter dem Glockenturm), dann wurden die Arbeiten unterbrochen. Das Projekt wurde 1713 mit einer neuen Planung des königlichen Landvermessers Nicolas Verniquet wieder aufgenommen. Es war vorgesehen, dass die durch ein dorisches Portal zugängliche Kirche mit einem Kreuzgratgewölbe, ionischen Pilastern und einem Chor ausgestattet wird, außerdem sollten die drei im Kreuzgang noch fehlenden Galerien und ein neues Wohngebäude (an der Stelle der alten Kapelle) gebaut werden. 1718 waren die Arbeiten abgeschlossen: die Kuppel der Kirche war nach Ansicht der Stadthistoriker mit der von Val-de-Grâce vergleichbar.

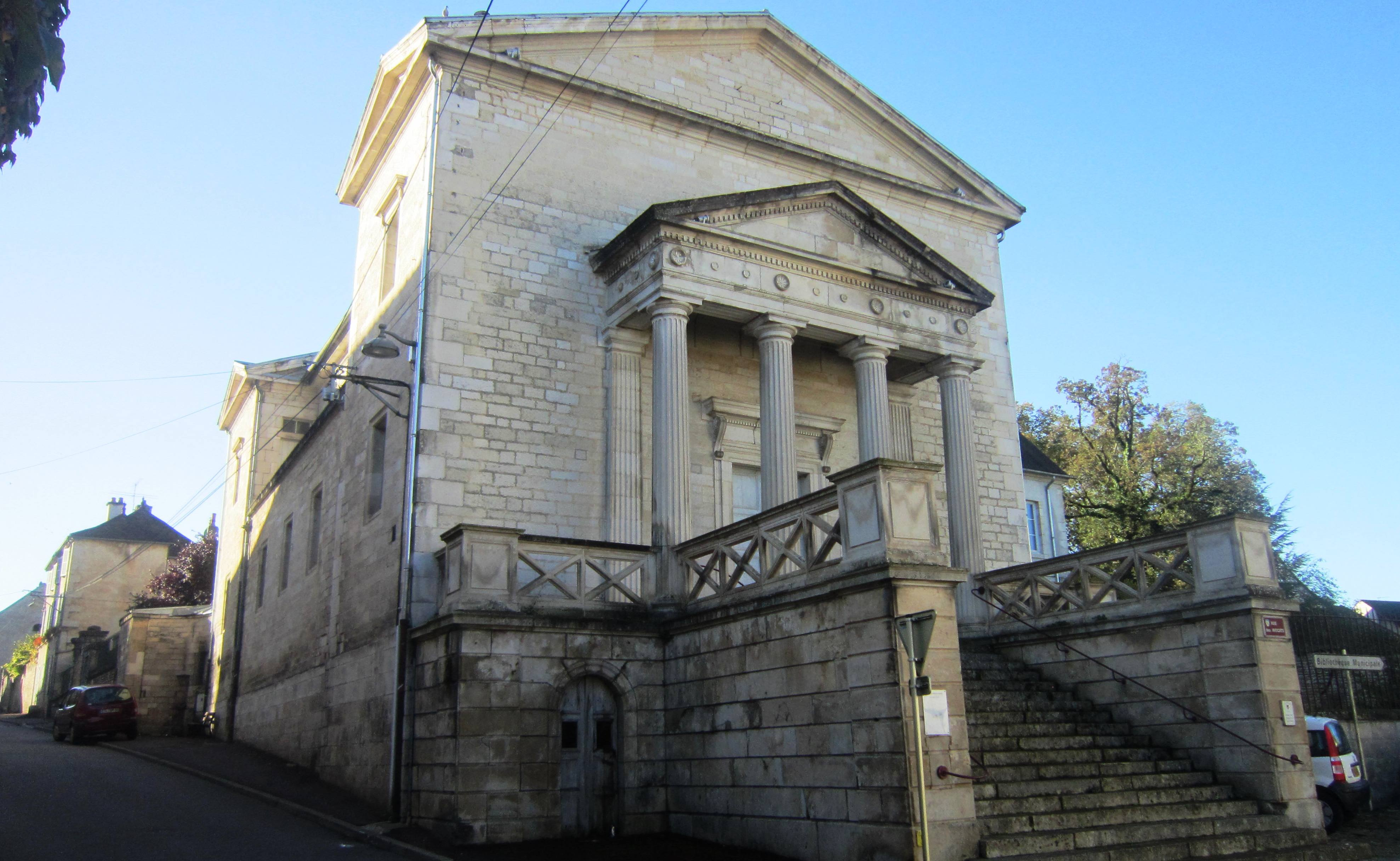
Zum Gericht umgebaute Klosterkirche

Die Französische Revolution führte zur Vertreibung der Nonnen im Jahr 1792. 1795 zog die Stadtverwaltung ins Kloster ein. Das Spitalgebäude wurde 1807 verkauft, der Käufer verpflichtete sich, den Treppenturm mit Blick auf den Klosterhof abzureißen. 1820, nachdem die Stadtverwaltung sich schließlich im alten Benediktinerkloster niedergelassen hatte, wurde das Karmelitinnenkloster aufgeteilt in mehrere Parzellen verkauft. Das Grundstück, auf dem die Kirche steht, fand jedoch keinen Abnehmer, so wurde 1821 beschlossen, ein Gericht unterzubringen. Die dazu notwendigen Bauarbeiten, gegen die sich die Architekten Tridon und Chaussier lange Zeit widersetzten, wurden erst 1842 abgeschlossen, nachdem sie das Gebäude grundlegenden Veränderungen unterzogen, die insbesondere die Zerstörung der Kuppel und des Glockenturms zur Folge hatten. In den ehemaligen Klostergebäuden, die zu Wohnhäusern umgebaut wurden, befinden sich noch zwei Galerien und gewölbte Räume. Die Kirche wird derzeit als Depot für das städtische Museum genutzt.